# Sonet 78 (William Szekspir)

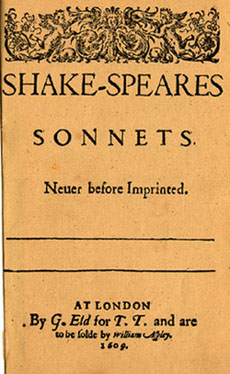
Strona tytułowa pierwszego wydania sonetów Shakespeare’a

Sonet 78 (Tak często jako Muzę cię wzywałem) – jeden z cyklu sonetów autorstwa Williama Shakespeare’a. Po raz pierwszy został opublikowany w 1609 roku.

## Treść
W sonecie tym podmiot liryczny, którego część badaczy utożsamia z autorem, dziękuje tajemniczemu młodzieńcowi za udzielane wsparcie, bycie jego Muzą, co pozwala na tworzenie wspaniałych wierszy.
Uważa się, że sonet 78 jest typowym przykładem hołdu dla mecenasa, jakim w przypadku Szekspira mógł być Henry Wriothesley.